# 皮尔卡
皮尔卡是奥地利施蒂利亚州格拉茨城郊县的一个市镇。总面积9.43平方公里，总人口2969人，人口密度314.8人/平方公里（2005年）。